# BIT FC
BIT FC (volledige naam Beijing Institute of Technology FC) is een Chinese voetbalclub uit het district Haidian van de hoofdstad Peking.
De club is in 2000 opgericht en is eigendom van het Beijing Institute of Technology (BIT). Alle spelers, inclusief de buitenlanders, zijn studenten aan het BIT. De club was al snel een van de beter universiteitsteams van China en vertegenwoordigde het land op de Universiades van 2003 en 2005.
In 2006 werd de club kampioen in de semi-professionele Yi League en speelt sindsdien in de professionele Jia League, het tweede niveau in China. Vanwege sponsoren werd de naam in 2008 Beijing Aigo College Student Football Team in 2009 Beijing GuiRenNiao College Student Football Club en in 2011 Beijing 361 Degrees College Student Football Club. In 2016 degradeerde de club naar de Yi League.

## Bekende spelers
- Emir Jasarevic
- Raphael Maitimo
- Ferry de Smalen
- Juliano Smit